# Ovda Regio
Ovda Regio es una meseta de la corteza venusina ubicada cerca del ecuador en la región montañosa occidental de Aphrodite Terra que se extiende desde 10°N a 15°S y 50°E a 110°E. Conocida como la meseta de la corteza más grande de Venus, la región cubre un área de aproximadamente 15.000.000 kilómetros cuadrados (5.800.000 millas cuadradas) y está limitada por llanuras regionales al norte, Salus Tessera al oeste, Thetis Regio al este y Kuanja Chasma así como Ix Chel Chasma al sur. La meseta de la corteza sirve como un lugar para sostener los terrenos de teselas localizados en el planeta, que constituye aproximadamente el 8% del área de superficie de Venus.

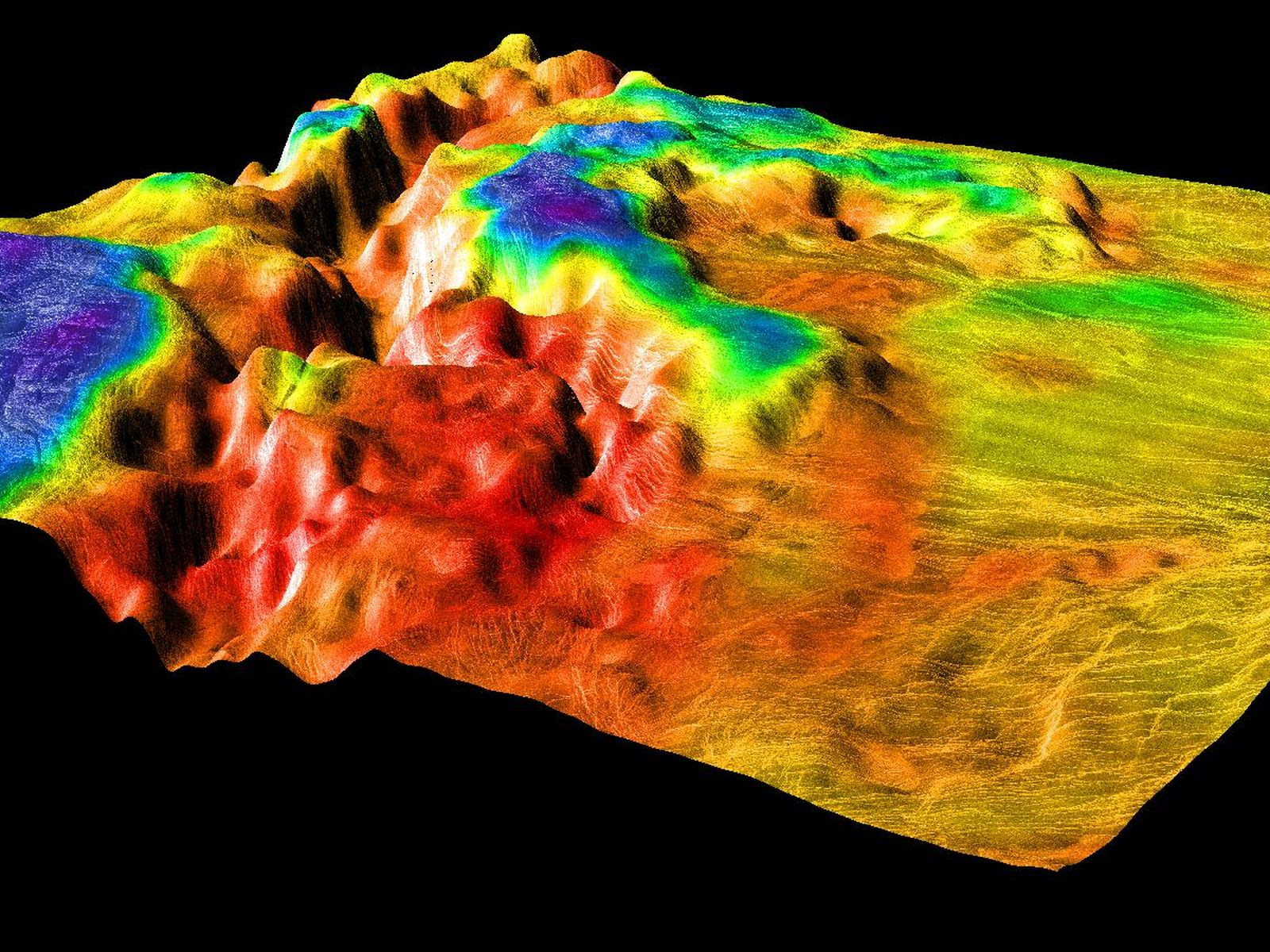
Esta vista en 3D muestra el límite entre las llanuras de las tierras bajas a la derecha y la región de la meseta de la corteza de Ovda Regio a la izquierda.

La evolución cinemática de las mesetas de la corteza en Venus ha sido un tema debatido en la comunidad científica planetaria. Se espera que la comprensión de su compleja evolución contribuya a un mejor conocimiento de la historia geodinámica de Venus. Lleva el nombre de un espíritu del bosque de pueblo Mari que puede aparecer como hombre y mujer.